# Miguel M. Abrahão
Miguel M. Abrahão, all'anagrafe Miguel Martins Abrahão   (San Paolo, 25 gennaio 1961), è uno scrittore, drammaturgo e storico brasiliano.

## Biografia
Nato a San Paolo il 25 gennaio 1961 da una famiglia borghese, Miguel M. Abrahão si è laureato in storia delle civiltà, comunicazione e pedagogia
Miguel M. Abrahão è stato negli anni ottanta professore di storia del Brasile per il Corso di Laurea in giornalismo presso l'Università Metodista di Piracicaba , dove aveva anche ricoperto i ruoli di responsabile per l'attuazione del Centro Teatro UNIMEP e coordinatore di tutte le attività nel 1981. Per molti anni ha curato spettacoli tratti da lavori suoi o di altri, talora prendendovi parte anche come attore.
La maggior parte della sua "opera per i bambini e giovani",  scritta durante l'infanzia e l'adolescenza, è stata pubblicata solo dopo il 1983 . La stesura del suo primo romanzo, As Aventuras de Nina, a Elefanta Esquisita, risale al 1971.
Nel 1984 ha svolto un ruolo nella telenovela Figli miei, vita mia.  
Attualmente risiede a Rio de Janeiro, con la moglie e i figli.

## Opere

### Drammaturgia
- No Mundo Encantado da Carochinha (teatro per ragazzi, 1976)[10]
- Armadilha (dramma, 1976)
- O Descasamento (commedia teatrale in due atti, 1977)
- Pensão Maloca (commedia teatrale in due atti, 1977)
- A Casa (commedia teatrale in due atti, 1978)
- O Covil das Raposas (commedia teatrale in due atti, 1978)
- O Chifrudo (commedia teatrale in due atti, 1978)
- Pássaro da Manhã (teen drama, 1978)
- Alta-Sociedade (commedia teatrale in due atti, 1978)
- O Minuto Mágico (commedia teatrale in due atti, 1981)
- As Comadres (commedia teatrale in due atti, 1981)
- Três (dramma filosofico, 1981)
- A Escola (dramma storico, 1983)
- Bandidos Mareados (teatro per ragazzi, 1983)
- O Rouxinol do Imperador (teatro per ragazzi, 1992)

### Narrativa
- O Bizantino (1984)[11]
- A Pele do Ogro (1996)
- O Strip do Diabo (1996)
- A Escola (2007)

### Letteratura per ragazzi
- As Aventuras de Nina, a Elefanta Esquisita (1971)
- As aventuras do Saci Pererê (1973)
- Biquinho (1973)
- Pimpa, a Tartaruga (1973)
- Confissões de um Dragão (1974)
- Lateco (1974)
- Arabela (1974)
- Junior, o Pato (1974)
- O Mistério da Cuca (1975)
- Bonnie e Clyde (1975)
- O Império dos Bichos (1979)
- O Caso da Pérola Negra (1983)

### Saggi storici
- Introdução aos Estudos Históricos (1985)
- História Antiga e Medieval (1992)
- História Antiga (1992)
- História Medieval (1992)